# John Innes Centre
John Innes Centre ( JIC ) "Centro John Innes", es un instituto de investigación hortícola, agrícola, biotecnología y biología, ubicado en Norwich, Norfolk, Inglaterra, es un centro independiente de investigación y capacitación en ciencia de plantas y microbios fundado en 1910. Es una organización benéfica registrada (No 223852) subvencionada por el « Biotechnology and Biological Sciences Research Council  "(BBSRC)" » (Consejo de Investigaciones Científicas de Biotecnología y Biología), el Consejo Europeo de Investigación (ERC) y la "Fundación Bill y Melinda Gates" y es miembro del "Norwich Research Park".
En 2017, el "Centro John Innes" recibió un premio de oro "Athena SWAN Charter" por la igualdad de género en el lugar de trabajo.

## Historia
La Institución Hortícola John Innes fue fundada en 1910 en "Merton Park", Surrey (ahora distrito londinense de Merton), con fondos legados por John Innes, un comerciante y filántropo. La Institución ocupó la antigua propiedad de Innes en Merton Park hasta 1945, cuando se mudó a "Bayfordbury", Hertfordshire. Se trasladó a su sitio actual en 1967.
El "compost John Innes" fue desarrollado por la institución en la década de 1930, quien donó la receta al esfuerzo de guerra " Dig for Victory ". El Centro John Innes nunca ha vendido "compost John Innes".
Durante la década de 1980, la administración del "John Innes Institute" se combinó con la del "Plant Breeding Institute" (anteriormente en Trumpington, Cambridgeshire) y el "Nitrogen Fixation Laboratory". En 1994, luego de la reubicación de las operaciones de otras dos organizaciones al sitio de Norwich, las tres se fusionaron como el Centro John Innes.
A partir de 2011, el instituto se dividió en seis departamentos: Química Biológica, Biología Celular y del Desarrollo, Biología Computacional y de Sistemas, Genética de Cultivos, Biología Metabólica y Microbiología Molecular.
El Centro John Innes tiene una tradición de capacitar a estudiantes de doctorado y posdoctorados. Los títulos de doctorado obtenidos a través del Centro John Innes son otorgados por la Universidad de East Anglia. El Centro John Innes tiene un contingente de investigadores postdoctorales, muchos de los cuales son reclutados en el programa de Becas de Capacitación Postdoctoral del instituto. El Centro John Innes también patrocina seminarios y conferencias, incluidas la "Conferencia Bateson" y la "Conferencia Biffen".

## Actividades
El instituto comprende siete departamentos: bioquímica, biología celular y del desarrollo, biología computacional y de sistemas, genética vegetal, biología en patología y estrés, biología metabólica y microbiología molecular.
El "JIC" tiene un gran contingente de investigadores posdoctorales, muchos de los cuales son reclutados a través de la Beca de capacitación posdoctoral, un programa controvertido cuya implementación ha resultado problemática. El "JIC", sin embargo, tiene una larga tradición en la formación de estudiantes y posdoctorados hasta el grado de Doctor. Los doctorados obtenidos a través del "JIC" son sancionados por la Universidad de East Anglia.
El "JIC" es también la base de Norwich del Laboratorio de Sainsbury, un organismo dedicado a la investigación en patología vegetal. A pesar de su buena integración en el "JIC", el Laboratorio Sainsbury sigue estando estrechamente vinculado a la Universidad de East Anglia.
Junto con el Instituto de Investigación Alimentaria y la Universidad de East Anglia (UEA), el "JIC" acogió en septiembre de 2006 el "Festival de la Ciencia" organizado por la Asociación Británica para el Avance de la Ciencia.